# Sylvie Bodorová
Sylvie Bodorová (* 31. prosince 1954 České Budějovice) je česká hudební skladatelka. Její orchestrální, koncertantní, komorní i další skladby jsou provozovány doma i v zahraničí.

## Životopis
Absolvovala klavír a kompozici na Státní konzervatoři v Bratislavě, v roce 1979 vystudovala kompozici na Janáčkově akademii múzických umění v Brně, později získala aspiranturu na HAMU v Praze. Seznámila se s novodobými technikami na stáži v Sieně (u Franca Donatoniho), Gdaňsku a Amsterdamu (u Ton de Leeuwa). V devadesátých letech působila pedagogicky na univerzitě v Cincinnati a na dalších místech v USA. V roce 1996 založila spolu s Lubošem Fišerem, Zdeňkem Lukášem a Otmarem Máchou tvůrčí skupinu Quattro, v letech 1998 – 2003 působila v nadaci a od roku 2010 (opět zvolena v roce 2013) v Dozorčí radě OSA a v umělecké radě Národního divadla.

## Dílo
V osmdesátých letech napsala instrumentální koncerty: Tre canzoni da suonare pro kytaru a smyčce, Pontem video pro varhany, smyčce a bicí a Plankty pro violu a symfonický orchestr. V komorní tvorbě se ujal smyčcový kvartet Terezín Ghetto Requiem s barytonovým sólem (1998) – zněl ve Wigmore Hall, při oslavě „pádu zdi“ v Berlíně v Deutsche Oper, ve Warwicku, Coventry a jinde. Byl natočen i v USA (Christòpheren Nomura). Pro londýnské provedení vznikl i smyčcový kvartet Shofarot (2000).
Pro festival v Leamingtonu napsala autorka klavírní trio Megiddo (2001). Soubor Camerata Bern objednal Dvojkoncert pro housle, violu a smyčce, který byl nazván Bern Concerto - Silberwolke (2004).
Pro festival Pražské jaro napsala Sylvie Bodorová celovečerní oratorium Juda Maccabeus (2002) a pro jubileum festivalu Smetanova Litomyšl zkomponovala rozsáhlé oratorium Mojžíš (2008). Pro Pražskou komorní filharmonii a Martina Kasíka napsala klavírní koncert Come d’accordo (2005). Významnou zahraniční objednávkou byl sborový cyklus Amor tenet omnia (2007), který byl uveden v Lucembursku a ve Francii. V září 2008 zazněla v premiéře na festivalu Dvořákův karlovarský podzim "Karlovarská" předehra. Na objednávku Lucemburského velvyslanectví v Praze napsala v roce 2009 suitu Carmina lucemburgiana pro smyčce. V roce 2009 vytvořila projekt z oblasti balkánské a cikánské hudby JA RA LAJ pro tenoristu Štefana Margitu, housle, violu, klarinet, harfu, bicí a smyčce.
Často prováděné jsou i její písňové cykly Sadaj slnko sadaj (pro Gabrielu Beňačkovou a Štefana Margitu) z roku 2006 a Ama me (2001). V roce 2012 napsala na objednávku barytonisty Thomase Hampsona rozsáhlý cyklus orchestrálních písní Lingua angelorum a pro stejného pěvce a soubor Wiener Virtuosen (sólisté a koncertní mistři Vídeňské filharmonie) upravila Dvořákovy Cigánské melodie, op. 55 s úspěchem provedené v únoru 2013 ve vídeňském Musikvereinu.
Sylvie Bodorová je poučena důkladným školením v technikách tvorby dvacátého století, využívá ve své tvorbě spojení řady různorodých prvků, zejména tzv. heterofonie, klade důraz na témbrovou složku, typické je časté užívání balkánských rytmů a vůbec je pro její tvorbu charakteristická práce s parametrem metrorytmiky.
V její tvorbě se objevují různé typy modality – v horizontále i ve vertikále. Inspirovala se i oblastí cikánské /vlastní studium v terénu/ nebo židovské hudby /studijní pobyt na kantorských školách v Izraeli/. Nachází inspiraci i v soudobém přístupu k lidové /zejména východoevropské/ hudbě, ale i k dalším segmentům soudobé hudby.

## Seznam skladeb

### Opery
- Legenda o Kateřině z Redernu, baletní opera o dvou aktech (2014), partitura ArcoDiva, kompletní materiál Divadlo F. X. Šaldy Liberec, opera vznikla na objednávku Divadla F. X. Šaldy v Liberci, premiéra 19. prosince 2014, durata 120´
- Quo vadis, opera o třech aktech (2022), partitura ArcoDiva, kompletní materiál Divadlo Josefa Kajetána Tyla v Plzni, opera vznikla na objednávku Divadla Josefa Kajetána Tyla v Plzni, durata 130´

### Orchestrální a koncertantní repertoár

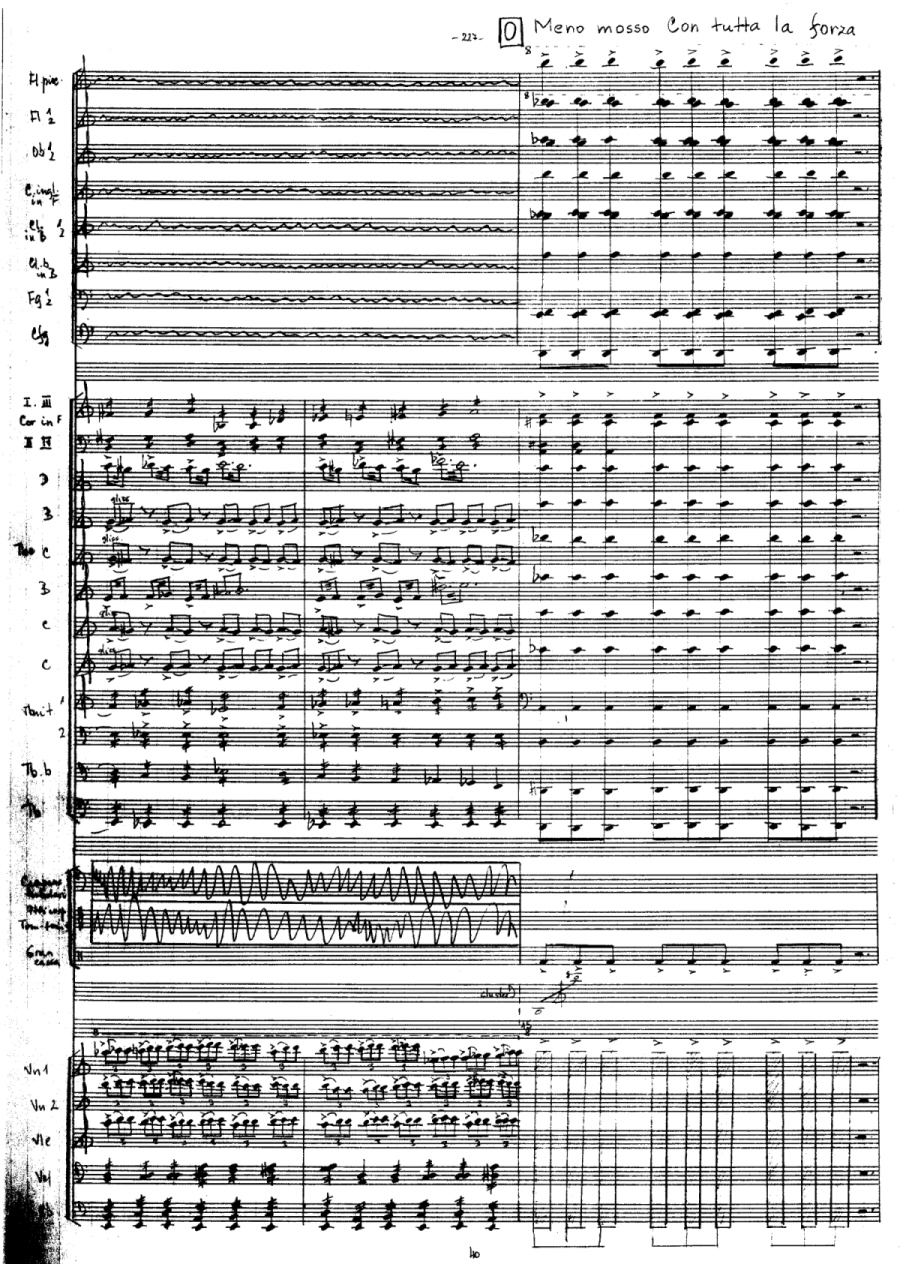
Ukázka rukopisu partitury oratoria Juda Maccabeus Sylvie Bodorové

- Plankty, Hudba pro violu a symfonický orchestr (1982), partitura a provozovací materiál NČHF, durata 14'
- Zápas s andělem, Melodram pro mužský hlas a smyčce /také verze pro hlas a smyčcové kvarteto/, podle básně Jaroslava Seiferta (1982), partitura a provozovací materiál ArcoDiva, durata 10'
- Pontem video, Koncert pro varhany, smyčce a tympány (1983), partitura ArcoDiva, provozovací materiál NČHF, ArcoDiva,durata 15'
- Jubiloso, Slavnostní hudba pro komorní orchestr (1984), partitura ArcoDiva, provozovací materiál NČHF, durata 8´
- Tre canzoni da suonare pro kytaru a smyčce (1985), partitura a provozovací materiál ArcoDiva, durata 17'
- Panamody pro flétnu a smyčce (1986), partitura ArcoDiva, provozovací materiál NČHF, durata 8´
- Magikon pro hoboj a smyčce (1987), partitura a provozovací materiál ArcoDiva, durata 10´
- Messaggio, Koncert pro housle a orchestr (1989), partitura a provozovací materiál NČHF, durata 16'
- Dona nobis lucem, Koncert pro soprán, housle, kytaru a smyčce (1994), partitura a provozovací materiál ArcoDiva, durata 11'
- Concerto dei fiori, Koncert pro housle a smyčce /nebo klavír/ (1996), partitura a provozovací materiál ArcoDiva, durata 17´
- Concierto de Estío pro kytaru a smyčce /také verze pro kytaru a smyčcové kvarteto/, (1999) partitura a provozovací materiál ArcoDiva, durata 16´
- Canzonetta d´amore pro saxofon a smyčce (1999), partitura a provozovací materiál ArcoDiva, durata 4´
- Saturnalia pro velký orchestr (1999), partitura a provozovací materiál ArcoDiva, durata 17´
- Cantabile Amadeo pro smyčcový orchestr (2001), partitura a provozovací materiál ArcoDiva, durata 6´
- Juda Maccabeus, oratorium (2002), partitura a provozovací materiál MHF Pražské jaro, durata 73´
- Mysterium druidum, Koncert pro harfu a smyčce (2003), rovněž verze pro harfu a smyčcové kvarteto, dedikováno harfistce Kateřině Englichové, partitura a provozovací materiál ArcoDiva, durata 20´, /též verze pro harfu a smyčcové kvarteto/
- Ave Noëlle - Vánoční píseň pro tenor/soprán/ a velký orchestr (2003), partitura a provozovací materiál ArcoDiva, durata 7 ´
- Bern Concerto "Silberwolke", Koncert pro housle, violu a smyčce (2005), partitura a provozovací materiál ArcoDiva, durata 18 ´, Objednáno a premiérováno orchestrem CAMERATA BERN
- Terezín Ghetto Requiem pro baryton a smyčcový orchestr (2005), partitura a provozovací materiál ArcoDiva, durata 17´
- Come d´accordo, Koncert pro klavír a orchestr (2006), partitura a provozovací materiál ArcoDiva, durata 21´, Objednáno a premiérováno Pražskou komorní filharmonií, dedikováno klavíristovi Martinu Kasíkovi
- Vivat Mozart ! Hommage á Mozart pro zámecké arkády, pro žesťové a bicí nástroje, Skladba vznikla na objednávku 48. ročníku Mezinárodního festivalu Smetanova Litomyšl, partitura a provozovací materiál ArcoDiva, durata 9 ´
- Mojžíš, oratorium pro sóla, recitátory, bicí, dětský a smíšený sbor a velký symfonický orchestr (2008), partitura a provozovací materiál Mezinárodní festival Smetanova Litomyšl a ArcoDiva, durata 78´, Skladba vznikla na objednávku mezinárodního festivalu Smetanova Litomyšl k jeho 50. výročí
- Karlovarská předehra pro symfonický orchestr (2008), Skladba vznikla na objednávku 50. ročníku festivalu Dvořákův karlovarský podzim v Karlových Varech, partitura a provozovací materiál ArcoDiva, durata 11 ´,
- Carmina lucemburgiana for Strings - To the memory of John the Blind (2009), Skladba vznikla na objednávku Lucemburské vlády a velvyslanectví Lucemburského velkovévodství v Praze, partitura a provozovací materiál ArcoDiva, durata 12´, /též verze pro symfonický orchestr/
- Kafkas Träume pro baryton a orchestr (2010), Skladba vznikla na objednávku orchestru Luxembourg Sinfonietta, partitura a provozovací materiál ArcoDiva, durata 11´
- Babadag Concertino pro klarinet, bicí a smyčce (2010), partitura a provozovací materiál ArcoDiva, durata 8´,
- Trebbia - Avanti - Předehra pro symfonický orchestr (2010), partitura a provozovací materiál ArcoDiva, durata 7´
- Symfonie č. 1 "Con le campane"  (2011), partitura a provozovací materiál ArcoDiva, durata 35´
- Lingua angelorum, Cyklus písní pro baryton a velký symfonický orchestr inspirovaný dobou Rudolfa II, skladba vznikla na objednávku a je věnována Thomasu Hampsonovi (2012), partitura a provozovací materiál ArcoDiva, durata 50´
- Queveringo carmina, melodram pro dva hlasy, saxofon, smyčce a bicí na texty Francisca de Queveda a Františka Ringo Čecha (2013), partitura a provozovací materiál ArcoDiva, durata 12´
- Tre per tre ed orchestra d´archi, (2018), Koncert pro housle, klarinet, klavír a smyčcový orchestr, partitura a provozovací materiál ArcoDiva, durata 16´
- Čas - Epilog, (2018), Skladba pro baryton, recitátora, smíšený a dětský sbor a symfonický orchestr, partitura a provozovací materiál ArcoDiva, durata 10´
- Canti colorati, (2018/19), Koncert pro trubku a smyčcový orchestr, partitura a provozovací materiál ArcoDiva, durata 17´
- Bruromano, (2019), Koncert pro kytaru, kontrabas a smyčcový orchestr, partitura a provozovací materiál ArcoDiva, durata 17´
- Concerto Danubiano, (2024), Koncert pro housle, smyčcový orchestr a bicí, partitura a provozovací materiál ArcoDiva, durata 21´

### Komorní hudba

#### Smyčce
Solo
- Giľa Rome, Meditace pro sólovou violu (1980), notový materiál ArcoDiva, durata 5'
- Dža more, Cikánská balada pro sólové housle (1990), notový materiál ArcoDiva, durata 5´
- Rosa triste pro sólové housle (1993), notový materiál ArcoDiva, durata 5´

Dueta
- Sine dolore pro housle a violoncello (1989), notový materiál ArcoDiva, durata 5´
- Concerto dei fiori, Koncert pro housle a klavír (1996), partitura a provozovací materiál ARCO DIVA, orchestrální verze durata 17´, komorní verze durata 13´
- Ancora una volta primavera pro housle a klavír (1992), notový materiál ArcoDiva, durata 12'
- De Dagmar regina pro housle a akordeon (2012), notový materiál ArcoDiva, durata 8'

Tria
- Předobrazy, Fresky pro klavírní trio (1983), partitura a provozovací materiál ArcoDiva, durata 8´
- Megiddo pro housle, violoncello a klavír  (2001), partitura a provozovací materiál ArcoDiva, durata 15´
- La Speranza pro klarinet, violoncello a klavír (1993), partitura a provozovací materiál ArcoDiva, durata 8'
- Raffiche di vento for flute, viola and cello (2009), partitura a provozovací materiál ArcoDiva, durata 11'
- Vallja e malit / Dancing Mountain for Violin, Clarinet and Piano (2017), partitura a provozovací materiál ArcoDiva, durata 13´

Kvartety a kvintety

- Dignitas homini, Smyčcový kvartet č. 1 (1987), partitura a provozovací materiál ArcoDiva, durata 10'
- Zápas s andělem, Melodram pro mužský hlas a smyčcové kvarteto, podle básně Jaroslava Seiferta (1988), partitura a provozovací materiál ArcoDiva, durata 10'
- Terezín Ghetto Requiem pro baryton a smyčcové kvarteto (1998), partitura a provozovací materiál ArcoDiva, durata 16 ´
- Hélios pro flétnu, housle, violoncello a klavír (1998), partitura a provozovací materiál ArcoDiva, durata 8´
- Concierto de Estío pro kytaru a smyčcové kvarteto (1999), partitura a provozovací materiál ArcoDiva, durata 16´
- Shofarot, Smyčcový kvartet č. 4 (2000), partitura a provozovací materiál ArcoDiva, durata 13´
- Rotationes pro klarinet, housle, violu a violoncello (2012), partitura a provozovací materiál ArcoDiva, durata 20´

Větší obsazení
- "Wenn wir in höchsten Nöten" - Die Kunst der Fuge pro dvě smyčcová kvarteta a harfu (2004), /transkripce vybraných částí Bachova díla s vlastními kompozicemi/, partitura a provozovací materiál ArcoDiva, durata 43 ´

#### Dechové nástroje
Sólo
- Saluti da Siena per clarinetto solo (1981), notový materiál ArcoDiva, durata 5´
- Léthé per flauto solo (1989), notový materiál ArcoDiva, durata 4´
- Laugaritio per fagotto solo (1994), notový materiál ArcoDiva, durata 7´
- Kerekate per oboe solo (2013), notový materiál Český rozhlas, durata 8´

Dueta
- Vůně léta, Miniattacca pro flétnu a klavír (1976), notový materiál ArcoDiva, durata 6'
- Musica dedicata di Due Boemi di Praga pro basklarinet a klavír (1980), notový materiál ArcoDiva, durata 6´
- Panamody pro flétnu a klavír  (1986), partitura a provozovací materiál ArcoDiva, durata 8´
- Magikon pro hoboj a klavír  (1987), partitura a provozovací materiál Bärenreiter, durata 10´
- Transflautato pro flétnu a klavír (2014), partitura a provozovací materiál ArcoDiva, skladba vznikla na objednávku Mezinárodní soutěže Pražského jara, durata 10´
- Grido del pastore (2019), Skladba pro flétnu a kytaru, 2. verze hoboj a harfa, partitura a provozovací materiál ArcoDiva, durata 5´

Větší obsazení
- Kovadliny, Meditace pro Due Boemi di Praga a dechový kvintet (1984), partitura a provozovací materiál ArcoDiva, durata 12´
- Ventimiglia pro trubku a 6 hráčů na bicí nástroje / verze peo soprán a bicí/ (1992), partitura a provozovací materiál ArcoDiva, durata 11´
- Hélios per flauto, oboe, fagotto, violoncello e cembalo(1994), partitura a provozovací materiál ArcoDiva, durata 8´
- Vertumnus, Pět obrazů z Rudolfinské Prahy pro žesťové kvinteto (2004), /2 trubky, lesní roh, pozoun, tuba/, partitura a provozovací materiál ArcoDiva, durata 18 ´
- Danza del diavolo, Skladba pro flétnu, hoboj, klarinet, fagot, lesní roh, klavír a bicí, (2016/17), /2 trubky, lesní roh, pozoun, tuba/, partitura a provozovací materiál ArcoDiva, durata 15 ´

### Tvorba vokální a vokálně instrumentální
- Ventimiglia pro soprán a 6 hráčů na bicí nástroje  (1992), partitura a provozovací materiál ArcoDiva, durata 11´
- Dona nobis lucem, Koncert pro soprán, housle, kytaru a smyčce (1994), partitura a provozovací materiál ArcoDiva, durata 11
- Terezín Ghetto Requiem pro baryton a smyčcové kvarteto (1998), partitura a provozovací materiál ArcoDiva, durata 16 ´
- Ama me, Písňový cyklus pro hlas a klavír (1999), notový materiál ArcoDiva, durata 17´
- Juda Maccabeus, oratorium (2002), partitura a provozovací materiál MHF Pražské jaro, durata 73´
- Ave Noëlle, Vánoční píseň pro tenor/soprán/ a velký orchestr (2003), partitura a provozovací materiál ArcoDiva, durata 7 ´
- Ave Noëlle, Vánoční píseň pro tenor,soprán a klavír (2003), verze pro tenor a klavír, anebo pro soprán a klavír, notový materiál ArcoDiva, durata 7 ´
- Terezín Ghetto Requiem pro baryton a smyčcový orchestr (2005), partitura a provozovací materiál ArcoDiva, durata 17´
- Sadaj, slnko, sadaj, Cyklus sedmi slovenských lidových písní pro soprán,tenor, harfu a klavír (2005), též verze pro 2 hlasy s harfou, jeden hlas s harfou, 2 hlasy s klavírem, jeden hlas s klavírem, notový materiál ArcoDiva, durata 15´
- JA RA LAJ, Cyklus 27 skladeb inspirovaných balkánskou, slovenskou a cikánskou hudbou pro tenor, housle, violu, klarinet, harfu, bicí a smyčce (2009), notový materiál ArcoDiva, durata 50´
- Jabloňový vlak, Cyklus 7 písní na verše Jana Skácela pro vyšší hlas a klavír (2009), notový materiál ArcoDiva, durata 19´

### Tvorba sborová
- Amor tenet omnia, cyklus pro smíšený sbor, dva klavíry a bicí na texty ze sbírky Carmina burana (2007), notový materiál ArcoDiva, durata 12 ´

### Skladby pro kytaru
- Baltické miniatury pro kytaru sólo (1979), notový materiál ArcoDiva, durata 8 ´
- Pohádky jen tak pro flétnu a kytaru (1980), notový materiál ArcoDiva, durata 10 ´
- Fialový notýsek pro kytaru sólo /skladba pro děti/ (1985), notový materiál ArcoDiva, dur 6 ´
- Tre canzoni da suonare pro kytaru a smyčce (1985), partitura a provozovací materiál ArcoDiva, durata 17'
- Elegie pro kytaru sólo - Pocta Kryštofu Kolumbovi (1988), notový materiál ArcoDiva, durata 5 ´
- Sostar mange, Cikánská balada pro sólovou kytaru (1991), notový materiál ArcoDiva, durata 10´
- Dona nobis lucem , Koncert pro soprán, housle, kytaru a smyčce (1994), partitura a provozovací materiál ArcoDiva, durata 11'
- Concierto de Estío pro kytaru a smyčce (1999), partitura a provozovací materiál ArcoDiva, durata 16´, /také verze pro kytaru a smyčcové kvarteto/
- Plegaria, Modlitba pro kytaru sólo (2000), notový materiál ArcoDiva, durata 5 ´

### Harfa, klavír, varhany
- Musica per organo  (1982), notový materiál ArcoDiva, durata 7´
- Předobrazy, Fresky pro klavírní trio (1983), partitura a provozovací materiál ArcoDiva, durata 8´
- Pontem video, Koncert pro varhany, smyčce a tympány (1983), partitura ArcoDiva, provozovací materiál NČHF, ArcoDiva
- La Speranza pro klarinet, violoncello a klavír (1993), partitura a provozovací materiál ArcoDiva, durata 8'
- Dozvěny, Freska pro sólový klavír (1987) durata 6´, notový materiál ArcoDiva
- Megiddo pro housle, violoncello a klavír  (2001), partitura a provozovací materiál ArcoDiva, durata 15´
- Mysterium druidum, Koncert pro harfu a smyčce (2003), rovněž verze pro harfu a smyčcové kvarteto,durata 20´, dedikováno harfistce Kateřině Englichové, partitura a provozovací materiál ArcoDiva,
- Sadaj, slnko, sadaj, Cyklus sedmi slovenských lidových písní pro soprán,tenor, harfu a klavír (2005), verze pro 2 hlasy s harfou, jeden hlas s harfou, 2 hlasy s klavírem, jeden hlas s klavírem, notový materiál všech verzí ArcoDiva, durata 15´
- Come d´accordo, Koncert pro klavír a orchestr (2006), partitura a provozovací materiál ArcoDiva, durata 21´, objednáno a premiérováno Pražskou komorní filharmonií
- Come d´accordo, Koncert pro 2 klavíry (2006), komorní verze, notový materiál ArcoDiva, durata 21´
- Three Sonnets Sonata for Piano, Sonáta pro klavír o třech sonetech Shakespeara (2013), notový materiál ArcoDiva, durata 17´, commissioned by 21st Tucson Winter Chamber Music Festival
- Emek ha-bacha /Údolí pláče pro sólové varhany (2017) notový materiál ArcoDiva, durata 9´
- Anemone pro harfu solo (2019) notový materiál ArcoDiva, durata 5´

### Skladby pro děti
- Kočičí omalovánky pro klavír  (1974), notový materiál ArcoDiva, durata 5´
- Tůňka, Malá baletní opera pro malé (1976), partitura ArcoDiva, durata 25´
- Markétka a hodiny, Miniatura pro dva dětské hlasy na texty B. Švábové a Jiřího Žáčka (1983), notový materiál ArcoDiva, durata 3´
- Fialový notýsek Cyklus instruktivních skladeb pro kytaru (1985), notový materiál ArcoDiva, durata 4´
- Vezeme písničku na verše Věry Provazníkové, Cyklus skladeb s pohybovými hrami pro předškoláky (1985), notový materiál ArcoDiva, durata 8´
- Carousel pro klavír (2000), ABRSM PUBLISHING durata 1´
- Vindobona pro klavír (2003), notový materiál ArcoDiva, durata 3´
- Tramtarino pro dvoje housle, violoncello a klavír (2009), notový materiál ArcoDiva, durata 5´

### Úpravy a orchestrace skladeb jiných autorů
- Antonín Dvořák Cigánské melodie, op. 55 pro baryton/soprán(tenor) a komorní orchestr (objednávka Thomase Hampsona)

## Výběrová diskografie
- Olga Jelínková, Škampa Quartet, Apple Train - Apple Train - Song Cycle, Silymabum for String Quartet, ArcoDiva UP 0256
- Vahid Khadem-Misagh - violin, Academia Allegro Vivo /Change Over Time - Concerto Danubiano (2024), AV RECORDS 25100
- Karla Bytnarová - mezzosoprano, Renata Lichnovská - piano  /Heart On My Sleeve - Ama me /Ave mater (2024)/, ArcoDiva UP 0254
- Kateřina Englichová - harp, Vilém Veverka - oboe  /As Time Goes Bye - Gride del pastore (2024)/, ArcoDiva UP 0230
- TrioTones (2023), / La Speranza for Clarinet, Piano and Cello /, ArcoDiva UP 0250
- Kateřina Kněžíková - soprano, Kateřina Englichová - harp (2022), / The Setting Sun/, Radioservis CR 1 134
- Jana Jarkovská - flute, Bohumír Stehlík - piano and other soloists (2022), / Snow and Stars, Danza del diavolo, Hélios, Summer Scents, Panamody, Via maris, Transflautato /, Radioservis CR 1 117
- Kristina Fialová - viola (2021), / Gila Rome for viola solo/, ArcoDiva UP 0236
- Vladimír Ráž, New Chamber Orchestra, Vladimír Rejšek (2021), / Zápas s andělem, melodram na slova J. Seiferta/, ArcoDiva UP 0232
- Jitka Hosprová, Prague Radio Symphony Orchestra, Jan Kučera (2020), / Planctus for Viola and Orchestra/, Supraphon SU 4276
- Jana Jarkovská - flute (2020), / Léthé/, Radioservis CR 1061
- Michaela Rózsa Růžičková, Hana Dobešová, Ladislava Vondráčková (2019), / Slovak Duets/, ArcoDiva UP 0210
- Alla Zingarese - Pavel Šporcl (2018), /Dža more/, Cedille CDR 90000 179
- Boni pueri, Quattro Kvintet, Marek Štilec (2018), /Krtek zpívá písničky/, ArcoDiva UP 0190
- Trio Clavio (2018), /Vallja e malit - Hora tančí/, ArcoDiva UP 0204
- Soňa Červená recituje melodramy (2016), /Kafkas Träume/, Radioservis
- Heike Matthiesen - Guitar Ladies (2017), /Pocta Kolumbovi - Elegie, Plegaria/, CSM Y1615-E43
- Elmira Darvarova - Violin Declamations (2016), /Dža more - Gypsy Ballad/, Urlicht UAV 5984
- Eva Garajová - Ama me (2016), /Ama me - Song Cycle, Three Psalms/, ArcoDiva UP 0184
- Introduction - Kristina Fialová (2015), /Dža more/, ArcoDiva UP 0174
- Czech Music for Oboe - Dušan Foltýn (2014), /Magikon/, Stylton DF 0012014
- Eben Trio - Elegiac Stories (2012), /Předobrazy - klavírní trio/, ArcoDiva UP 0143
- Czech chamber music.cz, Dana Vlachová - portrét (2012), /Sine dolore pro housle a violoncello, památce Josefa Vlacha/, ArcoDiva UP 0146
- Stories - Miloš Pernica (2013), /Tribute to Columbus, Elegie, Gypsy Ballad/, PH Records, MP 001
- Gypsy Ballad - Eleftheria Kotzia (2013), /Gypsy Ballad/, SOMMM Recordings SOMMCD 0130
- IrvinEpoque - Crossover (2012), /Babadag pro klarinet a smyčcové kvarteto/, ArcoDiva UP 0147
- Bohemian Music for Flute and Guitar (2012), /Pohádky jen tak pro flétnu a kytaru/, Urania Records LDV 14006
- Canciones de cuna (2011), /Uspávanka s počítáním ovcí, Berceuse/, ACOUA AQ 322
- Symfonický orchestr hl. města Prahy FOK, Jiří Kout (2012), /Symfonie č. 1 Con le campane/, FOK 0005
- Kateřina Englichová - Fire Dance (2009), /Mysterium druidum for Harp and Strings/, ArcoDiva UP 0116
- Puella trio - Fiala Bodorová Eben (2009), /Megiddo per violino, violoncello e pianoforte/, ArcoDiva UP 0114
- JA RA LAJ - Štefan Margita (2009), /JA RA LAJ - Suite on folk motives and texts - 27 Slovak, Balkan and Roma songs/, ArcoDiva UP 0110
- Carmina lucemburgiana (2009), /Carmina lucemburgiana for Strings "To the memory of John the Blind"/, ArcoDiva UP 0113
- Quattro plays Quattro (2008), /Bern concerto, Concerto dei fiori/, ArcoDiva UP 0100
- Il virtuoso - Miroslav Ambroš (2006), /Dža more/, ArcoDiva UP 0089
- Works for Violin and Piano (2006), /Concerto dei fiori/, Cube Bohemia CBCD 2632
- Tears and smiles (2006), /Sadaj, slnko, sadaj - Sedm slovenských písní/, ArcoDiva UP 0084
- Slovak Songs (2006), /Sadaj, slnko, sadaj - Sedm slovenských písní/, ArcoDiva UP 0001
- Never broken (2004), /Terezín Ghetto Requiem/, Center Stage Records
- Juda Maccabeus (2004), ArcoDiva UP 0065
- Tucson Chamber Music Festival (2003), /Quintet for Harp and Strings/, CHMF F03
- Stevenson - Bodorova - String Quartets (2003), /Terezín Ghetto Requiem, Conciero de Estío/, ArcoDiva UP 0052
- Rhapsody - Jitka Hosprová (2002), /Gila Rome/, ArcoDiva UP 0043
- Spectrum 3 Contemporary works for solo piano (2000), /Carousel'/, Metronome 1053
- Con flauto - Works for quartets with flute (2000), /Hélios for flute, violin, cello and piano/, Triga Tri 0007
- Prague String Quartets (2001), /Shofarot/, ArcoDiva UP 0044
- Poetic Guitar (1999), /Elegie for Guitar/, Roton RT 003
- A Paganini - Pavel Šporcl (1999), /Dža more/, ArcoDiva UP 0010
- Protokol XX – Sylvie Bodorová (1997), /Pontem video, Plankty, Dignitas homini/, Panton
- Prague Guitar Concertos - Lubomír Brabec, Jiří Bělohlávek, Prague Philharmonia (1996), /Tre canzoni da suonare, Dona nobis lucem/, Supraphon
- Percussion Plus (1995), /Ventimiglia/, Rotag RG 0019
- Amigos (1994), /Sostar mange - Gypsy Balad for guitar/, Aurophon
- Czech Organ Music of the 20th Century (1992), /Musica per organo/, Bonton Classic 71 0081